# Anomis ekeikei
Anomis ekeikei là một loài bướm đêm trong họ Erebidae.